# Aart Alblas
Aart Hendrik Alblas, alias Klaas de Waard (Middelharnis, 20 september 1918 – Mauthausen, 7 september 1944) was een Nederlands marineofficier en Engelandvaarder, die de oorlog niet heeft overleefd.

## Vroege leven
Alblas werd geboren als zoon van een graanhandelaar. Hij behaalde in 1936 zijn HBS-B examen op de Christelijke HBS in Dordrecht. Uit die tijd stamde zijn contact met onder andere Jacques Batenburg, Nico Rijsdijk en Kees van Dijk. Op 3 september 1936 werd hij adelborst in Den Helder, maar een jaar later ging hij naar de Zeevaartschool in Rotterdam. Als leerling-stuurman maakte hij enkele reizen naar China en Japan.

In 1940 begon hij inlichtingen te verzamelen, vaak met Jan Idema. In de nacht van 18 op 19 maart 1941 vertrok Alblas met A.M. Westerhout, gekleed in gestolen Duitse uniformen, met een motorbootje naar Engeland, waar hij zijn verzameling inlichtingen afleverde. Hiervoor kreeg hij het Bronzen Kruis.

## Klaas de Waard
Alblas werd op 5 juli 1941 gedropt bij Nieuweschans en begroef zijn zendapparatuur. Hij nam contact op met zijn schoolvriend Batenburg, die net met zijn vriendin Gré Hoogervorst aan het vieren was dat hij was afgestudeerd. Samen gingen ze naar Nieuweschans om alles weer op te graven. Alblas bezocht vervolgens het huis van de familie Hueting in Den Haag. Hij werd er door Sieg Vaz Dias voorgesteld aan Gerard Hueting als 'Klaas de Waard' die onderdak en kleding nodig had. Alblas nam zijn intrek, en het huis werd een ontmoetingscentrum voor verzetslieden, onder wie Erik Hazelhoff Roelfzema, Peter Tazelaar en Chris Krediet. Alblas kreeg een relatie met Gerards zuster, Pum Hueting, verpleegster bij het Zuidwal Ziekenhuis.
Alblas had een kleine geboorteafwijking; zijn linkeroor was dubbelgevouwen. Omdat hij hierdoor herkend kon worden - op identiteitsfoto's moest het linkeroor worden ontbloot - werd dit euvel in Bronovo verholpen. Pum Hueting is de assisterende verpleegster.

## Inlichtingen
In Engeland was Alblas door de MI-6 opgeleid om militaire inlichtingen te verzamelen. Ook werd hem geleerd met zendapparatuur om te gaan. Daarom schakelde geheim agent Tazelaar hem najaar 1941 in bij de operatie Contact Holland. Hij reisde door heel Nederland, vaak met Gerard Hueting. Deze haalde informatie op die Alblas doorseinde naar Engeland.
Alblas gebruikte ook andere zendlocaties, onder andere bij de familie Hoogervorst. Op 15 juli 1942 werd Alblas daar door de Duitsers uitgepeild, waarna hij vluchtte. Batenburg werd gearresteerd. De zendkoffer werd door Gré op haar fiets meegenomen naar De Bijenkorf, waar ze werkte, en afgegeven bij de portier. Ze werd opgepakt, maar Alblas kon de koffer daar weer ophalen. Hij werkte er nog elf maanden mee.

## Opgepakt
Op 16 juli werd Pum als lokaas gebruikt om ook Alblas op te pakken. Ze kwamen allemaal in het Oranjehotel terecht. Ook Nico Rijsdijk zat er, toevallig in de cel naast Batenburg. Twee weken later werden de Huetings vrij gelaten. Ze konden niet meer terug naar hun huis in de Laan van Poot, want dat hele gebied is geëvacueerd, dus trokken bij familie in. Alblas werd naar Kamp Haaren overgeplaatst. Gerard en Pum bezochten hem nog eenmaal, voordat hij naar Assen en dan naar Mauthausen werd getransporteerd. Ze vertelden hem dat hun vader al was gefusilleerd en dat Alblas moest proberen te ontsnappen. Dat wilde hij niet, om zo de rest van de familie niet in gevaar te brengen. Hij werd op 7 september 1944 in Mauthausen gefusilleerd.

## Onderscheidingen
Alblas is een van de meest onderscheiden deelnemers aan het verzet.
Op 3 september 2004 zijn onderscheidingen opnieuw postuum aan Alblas uitgereikt, nadat ze uit het Museum 1940-1945 (Dordrecht) waren ontvreemd. Het betrof de:
- Militaire Willems-Orde[8][9]
- Bronzen Kruis[10][9]
- Oorlogsherinneringskruis[9]
- Verzetsherdenkingskruis[9]
- King's/Queen's Commendation for Brave Conduct[9]

## Vernoemingen
- De Hr. Ms. Alblas is genoemd naar de luitenant ter zee van speciale diensten der derde klasse KMR Aart H. Alblas. Het is de eerste ondiepwatermijnenveger die na de oorlog in gebruik is genomen.
- In Dordrecht is een fietsbrug naar hem genoemd: de Aart Alblasbrug.[11]

In 2018 werd door ds. Michiel de Zeeuw tijdens zijn Aart Alblas-preek opgeroepen Alblas een herinneringsplek te geven in het midden van de stad Dordrecht. De Zeeuw vond het fietsbruggetje 'onderboden'.